# Invocatio
Die Invocatio (auch Invokation) ist die Einleitung des Protokolls im Formular mittelalterlicher Urkunden. Sie kann als Symbol, verbal als Text oder in beiden Formen auftreten. Da sie am Anfang des Dokuments steht, ist sie häufig in Auszeichnungsschrift geschrieben.

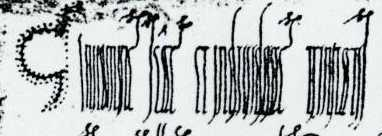
Chrismon und verbale Invocatio Heinrichs III., geschrieben in der Elongata.

Die symbolische Invocatio, in zahlreichen Urkunden durch ein Kreuz in unterschiedlichen Variationen dargestellt, ist in der fränkischen und deutschen Königsurkunde durch das Chrismon vertreten.
In den byzantinischen Urkunden verkündet die Invocatio bis zum Bilderstreit den trinitarischen Gottesbegriff. Karl der Große wählte nach der Kaiserkrönung die Form In nomine patris et filii et spiritus sancti (Im Namen des Vaters und des Sohnes und des Hl. Geistes), seit 833 dominiert in der Reichskanzlei unter Ludwig dem Deutschen die Version In nomine sanctae et individuae trinitatis. Im Laufe des zwölften Jahrhunderts fällt diese verbale Invocatio in einfacheren Urkundenformen wie einfachen Privilegien und Mandaten ganz weg, sonst wird sie durch In nomine Dei oder ähnliche Kurzformen ersetzt.
Im langobardischen und normannischen Süditalien ist In nomine domini Dei et salvatoris nostri Iesu Christi die geläufigste Fassung der Verbalinvokation. In den päpstlichen Synodalkonstitutionen ist die verbale Invocatio fester Bestandteil, in den eigentlichen Papsturkunden tritt sie nur selten auf und verschwindet bei den Reformen der Papstkanzlei im elften Jahrhundert völlig.
Osmanische Urkunden verwenden meist eine Tughra als Invocatio.